# Peter Ament
Peter Ament (* 24. November 1957; † 29. Mai 2021) war ein deutscher Fußballspieler, der in der Saison 1978/79 fünf Länderspiele in der deutschen Nationalmannschaft der Amateure absolvierte. Zwischen 1975 und 1988 spielte Ament in der Oberliga Nord für die Vereine SV Union Salzgitter und den VfL Wolfsburg in insgesamt 427 Begegnungen und erzielte 65 Tore.

## Laufbahn
Der Nachwuchsspieler Peter Ament kam zur Saison 1975/76 aus der Jugend der Blau-Weißen des SV Union Salzgitter in die erste Mannschaft, welche in der Amateuroberliga Nord die Verbandsspiele austrug. Die ehemalige „Kumpelelf“ aus dem Süden von Salzgitter belegte unter Trainer Imre Farkaszinski den fünften Rang, und Ament hatte 33 Spiele absolviert und drei Tore an der Seite von Mitspielern wie Klaus-Dieter Schäfer und Rainer Slodczyk erzielt. Im zweiten Oberligajahr mit der Mannschaft vom Stadion an der Friedrich-Ebert-Straße, 1976/77, erreichte der SV Union die Vizemeisterschaft und zog damit in die Aufstiegsrunde zur 2. Fußball-Bundesliga ein. Ament hatte in der Oberliga 34 Rundenspiele absolviert und fünf Tore an der Seite der Torjäger Schäfer (23 Tore) und Erich Schneider (16 Tore) erzielt. In der Aufstiegsrunde scheiterte Salzgitter an den Konkurrenten Rot-Weiß Lüdenscheid, SV Siegburg 05 und Holstein Kiel. Ament hatte alle sechs Spiele bestritten. In seinem dritten Oberligajahr, 1977/78, konnten Ament und seine Union-Kollegen den Erfolg des Vorjahres nicht wiederholen. Trotz der Neuzugänge Jürgen Dudda und Rainer Prieß landeten die Blau-Weißen lediglich auf dem neunten Rang. Ament hatte 33 Ligaspiele absolviert und drei Tore erzielt.
Mit der Verbandsauswahl von Niedersachsen (NFV) verliefen die Spiele für Ament im Länderpokal aber erfolgreicher. Nach Erfolgen gegen Württemberg, Bremen und im Halbfinale gegen Nordbaden zog er mit seinen Mannschaftskollegen Bernd Krumbein, Kurt Pinkall und Peter Rühmkorb in die Finalspiele im März 1978 gegen Westfalen ein. In beiden Spielen kam er aber nicht zum Einsatz.
Ament unterschrieb nach insgesamt 100 Oberligaeinsätzen für Salzgitter mit elf Toren beim Vizemeister VfL Wolfsburg zur Saison 1978/79 einen neuen Vertrag. Seine Mannschaftskameraden Rainer Prieß und Klaus-Dieter Schäfer schlossen sich ebenfalls den „Wölfen“ an. Ament war in 33 Ligabegegnungen aktiv und erzielte vier Tore. Wolfsburg musste sich trotz der Neuzugänge und des Debüts von Siegfried Reich aus der Jugend mit dem fünften Rang zufriedengeben. Die Unruhe im Trainerbereich – mit Farkaszinski, Henk van Meteren und ab dem 28. April 1979 mit Wilfried Kemmer, waren gleich drei Trainer in dieser Runde beim VfL im Einsatz gewesen – verhinderte bei den „Wölfen“ die angestrebte Meisterschaft. Seine Leistungen in Wolfsburg fanden Bestätigung durch Einsätze im Länderpokal in den Spielen gegen Westfalen und Württemberg und führten ihn auch in die Amateurnationalmannschaft des DFB. Erich Ribbeck, der verantwortliche DFB-Trainer für die Amateurauswahl, stellte eine neue Mannschaft zusammen und berief ihn am 8. November 1978 für das Länderspiel in Den Haag gegen die Niederlande erstmals in den DFB-Kader. Im Mittelfeld agierten Rainer Rühle, Sigmund Malek und Ament, und im Angriff kamen Ulrich Wielandt, Gisbert Paus und Ralf Dusend bei der 0:2-Niederlage zum Einsatz. Der DFB hatte sich vom „Olympia-Amateur“ verabschiedet, man bediente sich jetzt überwiegend aus dem Spielerangebot der regionalen Amateuroberligen. In der Rückrunde 1978/79 folgten noch von März bis Juni 1979 vier weitere Einsätze in der Amateurnationalmannschaft gegen Italien (0:2), Jugoslawien (2:3), Frankreich (1:3; Ament erzielte den Ehrentreffer) und Spanien (4:0).
Damit war das Kapitel Amateurnationalmannschaft für Ament vorbei, beim VfL Wolfsburg war er aber noch bis zur Saison 1988/89 in der Oberliga Nord aktiv. Der angestrebte Aufstieg in die 2. Bundesliga gelang in dieser Zeit nicht; der dritte Rang in der Saison 1979/80 war die beste Platzierung, bevor in seiner vorletzten Oberligarunde 1987/88 die Vizemeisterschaft erreicht wurde und damit der Einzug in die Aufstiegsrunde, wo man sich aber nicht durchsetzen konnte. In der Aufstiegsrunde zur 2. Bundesliga kam Ament zu acht Einsätzen und einem Tor. Insgesamt absolvierte Peter Ament von 1978 bis 1989 für Wolfsburg 317 Oberligaspiele und erzielte 55 Tore.
Auch die Auftritte im DFB-Pokal in den Jahren 1980 gegen den VfB Stuttgart, 1982 gegen Lüdenscheid und Ulm, sowie 1987 gegen den Karlsruher SC waren sportliche Höhepunkte für Ament in seinen zehn Runden Oberliga Nord mit dem VfL Wolfsburg.